# Церковь Святого Георгия (Островки)
Церковь во имя святого великомученика Георгия Победоносца, до 1844 года — Рождества Пресвятой Девы Марии — храм в деревне Островки (Несвижский район) Несвижского района Минской области. Внесён в Государственный список историко-культурных ценностей Республики Беларусь как объект историко-культурного наследия регионального значения.

## История
Предположительно, первый храм на месте современной церкви был построен в 1568–1577 годах митрополитом киевским Иоанном IV, поскольку Островки были его родовым имением.
Однако первое известное упоминание Островской церкви происходит в завещании пани Анны Дольской, супруги волковыского судьи Адама Протасовича. В этом документе паны Протасовичи названы основателями храма (13.11.1657 / 20.01.1658).
Отсутствие более ранних упоминаний возможно связано с войной России с Речью Посполитой (1654—1667), когда в 1654 году большая часть архива униатских митрополитов в Полоцке была уничтожена московскими войсками.
С начала своего митрополитства в 1674 году Киприан Жаховский прикладывал усилия для учета своей паствы и приходов.
Уже в 1680 году Островская униатская церковь Рождества Богородицы упоминается в визитациях униатских церквей Минского и Новогрудского соборов (1680–1682).
В 1793 году церковь оставалась униатской. Согласно визитациям церквей Цыринского деканата, её настоятелем был Мартин Залесский. В 1837 году произошёл пожар, который описан в документах как: «О сгоревшей церкви греко-униатской в имении Островки».
Точно неизвестно, насколько сильно пострадала старая церковь. Однако в 1844 году была закончено строительство новой православной церкви Святого Георгия, также на средства рода Протасовичей.

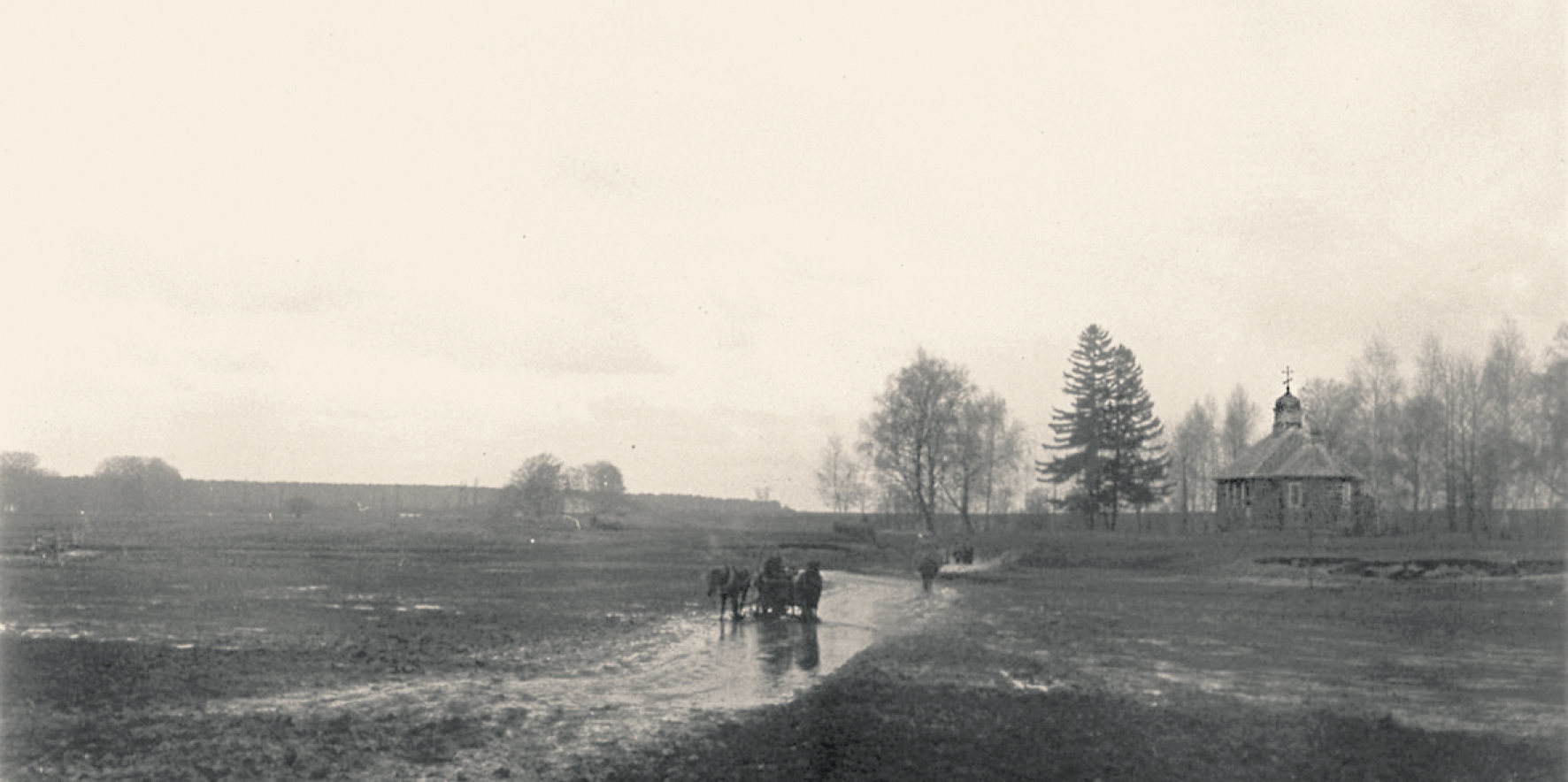
1916 год

## Инвентарь 1680 года
Деревенская церковь Островецкая. 15 ноября 1680 года.
В Боге достойный отец Василий Пашкевич, пресвитер, держит церковь Рождества Пресвятой Девы Марии в Островцах. Основана на средства милостивых господ Протасовичей. Фонд, по архиву, должен быть, но достоверной информации об этом нет. Мы распорядились подать протест о его утрате.
Сама церковь деревянная, требует ремонта после повреждений. Иконы находятся на своих местах. На Главном Алтаре в серебряной дароносице находится Пресвятый Дар в должном порядке. Чаша, дискос серебряные, местами позолоченные, звезда и ложечка серебряные. Большой крест серебряный позолоченный, в нём четыре четырехгранные вставки, а также 13 одногранных. Евангелие в бархатном переплёте с серебряной табличкой, один Служебник, Требник печатный, Апостол печатный, Псалтырь, Октоих, Рафаилович, Цветная Триодь и русская Библия рукописные, большинство нуждаются в переплёте. Польская Постилла. Два литона. Антиминс завёрнутый. Мироварница оловянная. Кадило медное. Ампула оловянная. Подсвечники медные — два, оловянные — два. Всего восемь. Один покровец, две тканевые салфетки. Три антепендиума: два из дорогих тканей, один из простого материала. Два хоругви из парчи и две из полотна. Два флага. Два алтарных колокольчика, один на звоннице.
Вотивы на иконе Пресвятой Девы: две серебряные позолоченные короны, серебряный скипетр, светильник в руке Иисуса серебряный, 49 табличек больших, малых и совсем маленьких, добавились ещё две. Четыре таблички с глазковыми камнями, надпись «Мария» в серебряных лучах, серебряный полумесяц, серебряная ручка, большой четырехгранный хрусталь в серебряной оправе, с ним висят три хрусталя, браслет с жемчугами, пять золотых вставок с рубинами, маленькая серебряная цепочка, сердечко хрустальное в золотой оправе, серебряный позолоченный медальон, три крестика (два позолоченных, один серебряный), два серебряных зубца, нитка мелких жемчужин, ещё одна нитка мелких жемчужин с кораллами, пять агнусов разного вида, привески с чешскими бриллиантами, пятнадцать серебряных звёзд.
Одежда священника: риза из голубого дамаска, другая из вишнёвого бархата, два епитрахиля и две поручи. Большой покров из кармазинового атласа, вышитый серебром, и два маленьких тканевых. Висячий железный подсвечник.
Белая изба с сенями и пекарней, остальные постройки деревянные. Земля, принадлежащая этой церкви, составляет пять волок.
Парафия: деревни Островки, Просты, Аблоновщина, Нядзвятково (два двора), Лысица, местечко Искуоль, Макаши, Енчицы, Печковичи, Халебло. Всего 1000 душ.
Присутствуют записи, метрики, соборная конституция, квитанции.

Сам священник ведёт примерную жизнь, и никаких жалоб на него не было.